# Palpares weelei
Palpares weelei är en insektsart som beskrevs av Fraser 1951. Palpares weelei ingår i släktet Palpares och familjen myrlejonsländor. Inga underarter finns listade i Catalogue of Life.